# Camaleó de caperutxa
El camaleó de caperutxa (Chamaeleo calyptratus), és una espècie de sauròpsid de la família Chamaeleonidae, d'aspecte curiós, oriünda de les regions muntanyenques del Iemen i Aràbia Saudita.
Presenten un clar dimorfisme sexual, en el qual els mascles posseeixen un casc molt més alt (fins a 10 cm), una longitud major (fins a 55 cm, enfront dels 35 o 40 de la femella) i una coloració molt més vistosa. També es percep un eixamplament a la base de la cua en el qual els mascles allotgen els seus hemipenis, característica de totes les espècies de camaleons.